# Дома (Немачка)
Дома (њем. Dohma) општина је у њемачкој савезној држави Саксонија. Једно је од 41 општинског средишта округа Зексише Швајц-Остерцгебирге. Према процјени из 2010. у општини је живјело 2.094 становника. Посједује регионалну шифру (AGS) 14628070.

## Географски и демографски подаци
Дома се налази у савезној држави Саксонија у округу Зексише Швајц-Остерцгебирге. Општина се налази на надморској висини од 220 метара. Површина општине износи 19,6 km². У самом мјесту је, према процјени из 2010. године, живјело 2.094 становника. Просјечна густина становништва износи 107 становника/km².

## Међународна сарадња
| Мјесто  | Држава | Врста сарадње | Од    |
| ------- | ------ | ------------- | ----- |
| Варкаус | Финска | партнерство   | 2008. |
| Извор   |        |               |       |